# Chroicocephalus
A Chroicocephalus a madarak (Aves) osztályának lilealakúak (Charadriiformes) rendjébe, ezen belül a sirályfélék (Laridae) családjába tartozó nem.

## Rendszerezésük
A nemet Thomas Campbell Eyton írta le 1836-ban, az alábbi fajok tartoznak ide:
- vékonycsőrű sirály (Chroicocephalus genei)
- Bonaparte-sirály (Chroicocephalus philadelphia)
- dankasirály (Chroicocephalus ridibundus)
- barnafejű sirály (Chroicocephalus brunnicephalus)
- andoki sirály (Chroicocephalus serranus)
- barnadolmányú sirály (Chroicocephalus maculipennis)
- szürkefejű sirály (Chroicocephalus cirrocephalus)
- Hartlaub-sirály (Chroicocephalus hartlaubii)
- maori sirály (Chroicocephalus bulleri)
- vöröscsőrű sirály (Chroicocephalus scopulinus)
- ausztrál sirály (Chroicocephalus novaehollandiae)
- Chroicocephalus saundersi[2]  vagy Saundersilarus saundersi[1]

## További információ
- Képek az interneten a nembe tartozó fajokról